# アメリカ合衆国の政治

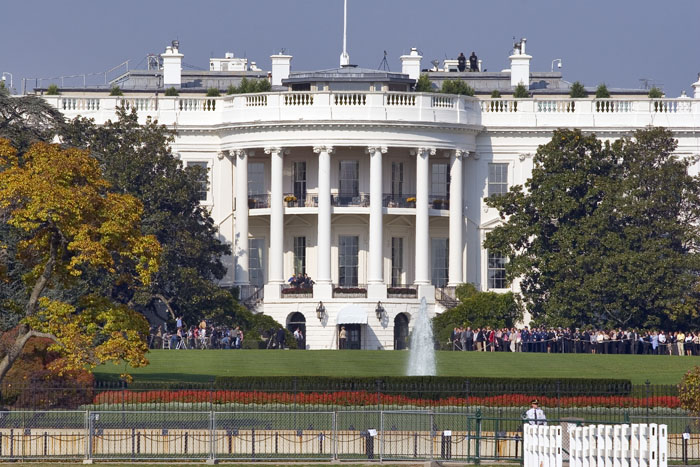
アメリカ政府の中枢として機能しているホワイトハウス。（首都はワシントンD.C.）

アメリカ合衆国の政治（アメリカがっしゅうこくのせいじ）では、アメリカ合衆国の政治について記述する。
アメリカ合衆国は政体として大統領制の連邦共和国であり、厳格な権力分立をとっている。現在は民主党と共和党の二大政党制である。
1787年にアメリカ合衆国憲法を制定。
2025年現在はドナルド・トランプが47代目アメリカ合衆国大統領を務める。

## 連邦制・連邦政府

アメリカの政治制度

イギリスからの独立当初は13州が独立して対外的主権を持っていた。その後、連合規約の締結を機に緩やかな連邦制へと移行し、さらに1787年のアメリカ合衆国憲法の制定によって対外的には一体の国となった。
連邦政府の権限はアメリカ合衆国憲法第1条「立法府」第8節に主に書かれており、順に帰化・破産・通貨・度量衡・通商・郵便・著作権・国際法・宣戦・軍の統制規律などに関する事項に限定されており、加えてこれらのための徴税と借金を行うことが認められている。連邦政府の権限に属しないことは同じく第1条第9節及び修正第1条から第10条などに規定されており、それらは各州政府や人民に権限が留保されていると解されている。
連邦政府＝連邦議会（アメリカ合衆国議会）の権限の範囲は近年拡大の一途を辿っていると言われる。初期には7代目のアンドリュー・ジャクソン大統領が「連邦銀行」期限延長法へ拒否権を発動し、これを廃止せしめるなどの州権維持の動きもあったが、アメリカ合衆国憲法第1条第8節第3号のいわゆる「州際通商規律権」をテコとして、州の内政と言える部分にも「連邦内の人・物の自由な移動に支障を来たす」との理由で介入を繰り返した。これについてのアメリカ合衆国最高裁判所は概ねアメリカ合衆国議会による州政府の権利の剥奪・権限への介入の動きを支持してきた。
南北戦争の際にはアメリカ合衆国議会に不満がある南部諸州は脱退を宣言したが、16代目のエイブラハム・リンカーン大統領は一旦加盟した州が連邦から脱退することはできないと主張した。
それでも現在において各州政府は単なる地方公共団体に比べれば遥かに超える権利を有しており、たとえば差別禁止に関する連邦議会の制定法が州権を理由に違憲として訴えられ、連邦最高裁判所が認めることもある。また2000年アメリカ合衆国大統領選挙に際してフロリダ州での投開票事務が最後の焦点となったが、当該内容が州の権限に属することからアメリカ合衆国大統領選挙に関する事項であっても、連邦最高裁判所には管轄権が無いとの主張がなされたこともあった。

### アメリカ合衆国議会

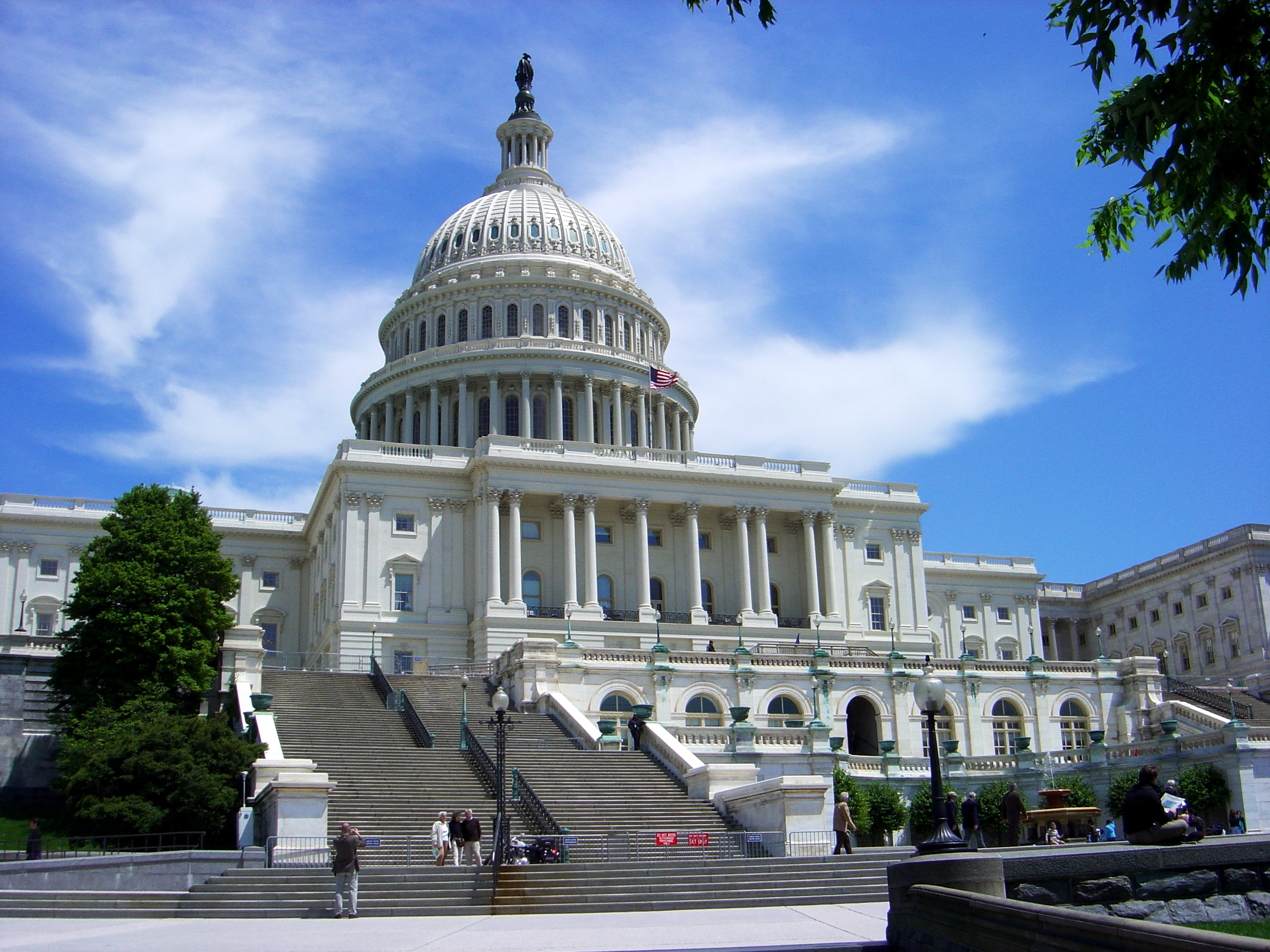
アメリカ合衆国議会議事堂

アメリカ合衆国議会（United States Congress）は、上院（元老院、Upper House、Senate）と下院（代議院、Lower House、House of Representatives、または単にHouse）の両院から構成される二院制を採用している。法律制定等の立法権として憲法上分類されている事項の議決権限は両院とも対等である。ただし歳入法案先議権・弾劾訴追権は下院のみに与えられ、一方で閣僚・連邦裁判所判事などの大統領指名人事への承認権・条約の批准承認権・弾劾裁判権は上院のみが権限を持つ。普通は上院の方が威信は上と考えられている。
また（通常は大統領からの要請による）宣戦布告及び軍事行動の承認もアメリカ合衆国議会の権限である。
下院は定数435で、2年ごとに全議員が改選される。アメリカ合衆国下院議長(Speaker)は多数党から選ばれる。選出定員は人口に比例するように10年ごとの国勢調査に合わせて各州に再配分される。2000年現在では最少のアラスカ・ノースダコタ・バーモント・ワイオミング各州の州選出定員1名から、最多のカリフォルニア州の州選出定員53名までの開きがある。各州において定数に応じて選挙区割りを行い、単純小選挙区制度により各議員が選出される。
上院は定数100で任期6年、2年ごとに3分の1の議員が改選される。上院議長 (President of the Senate) はアメリカ合衆国副大統領が務める。選出定員は州の人口や面積などに関係無く各州一律2名とされている。下院が人口比例であるのと対照的であるが、これは建国当初に人口の多い州と少ない州で対立する利害を調整するためにコネチカット州の提案により生み出された策で、「コネチカット妥協」または「大妥協」(Great Compromise) と呼ばれる。
上院及び下院の選挙は2年に1度行われ、4年に1度は大統領選挙と同時となり、それ以外では大統領の任期が2年経過した時点で中間選挙として行われる。選挙権は両院とも18歳以上の選挙登録を行ったアメリカ市民に与えられ、被選挙権は下院が25歳以上で上院が30歳以上である。

#### 委員会中心の運営
アメリカ合衆国議会は両院ともその運営の中心を多数の委員会に置いている。28代目のウッドロウ・ウィルソン大統領が学究生活の頃であった1885年に重要委員会の長をもって真の権力者としたほどである。委員会中心主義は効率的であり、立法機関・国民代表機関として大統領に対抗する議会の像には合致する一方で、立法過程を不明朗かつ徒（いたずら）に専門的なものにし、議員と感情の乖離を招いているとして何度も改革の機運は高まった。しかし、全法案に議員が提出の責任を負い、大多数の国ならば行政権の範囲内と思われるような細かい予算や許認可の付与さえも議会制定法で行う建前を崩さない以上は委員会による法案のふるい分けは必要で、2004年10月現在では下院は19で上院は16の常任委員会を備えている。

#### 法案の成立
両院で議決が異なった際には両院協議会 (Joint Conference) が開かれて調整する。日本では政党制の差からか両院協議会では実質的な調整はもはやできなくなって久しいが、連邦議会ではしばしば重大な修正がなされ、かつそれを両院の本会議が容認することはしばしばである。
法案は両院で通過した後に大統領の署名により成立する。大統領は10日以内に議会に法案を差し戻すことができる（いわゆる拒否権のこと。英語ではVetoと言う。）。両院が3分の2の多数で拒否権を覆し、大統領の署名無しで法律が制定されることも僅かながら（平均的に5パーセント程度）ある。また休会まで10日を切っていれば差し戻す暇が無いので大統領の一存で法案を完全に葬り去ることができる（いわゆる「握りつぶしのこと。英語ではPocket veto」と呼ばれる）。

### 大統領の行政権（執行権）

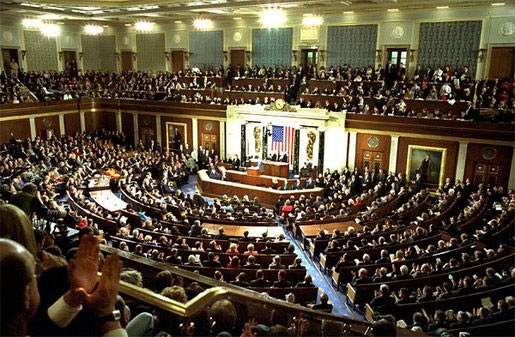
下院での大統領の一般教書演説

アメリカ合衆国大統領は憲法上は行政権の単独保有者でアメリカ軍の最高司令官である。その選出も例外事態を除いてはアメリカ合衆国議会に左右されない。連合規約時代にはそもそも強力な行政部が必要との認識が無かったため、連合会議（あるいは大陸会議で、これもCongressである）が委員会を適宜設け行政をさせていた。
しかし日本にあって受けるイメージとは異なり、アメリカの大統領は内政を指導する強力な手段を持っていない。世論形成への指導力は大きいが、法案提出権は無い上（拒否権はある）に予算も個別法律なので完全に議会の権限である。大統領が一般教書演説などで議会に対し、法律制定や予算調達を要請するといったシーンがよく見られるのはこのためである。
他方で外交権は基本的に大統領に属しているが、上院が出席議員の3分の2をもって同意する条約承認権を持っており、事実上の強い留保となっている。
各省長官を初めとする連邦政府高官の任命には上院の助言と同意が必要であるが、大統領と上院多数派の政党が異なる場合においても、上院多数派が一致して自らの党員の登用を要求するような事態は起こっておらず、大統領と異なる政党の人物が登用されるケースは大統領と上院多数派の党派の一致・不一致を問わず異例のことである。連邦政府の高官人事は概ね大統領のイニシアティブによって行われ、また大統領令（Executive order）による連邦政府・軍への直接命令も可能であるため、連邦政府は大統領の指揮に従って動くことになる。
また教書をアメリカ合衆国議会に送り、適時適切と思える立法を勧告することが憲法上の権利として書かれており、事実これは世論形成上に重要である。世論が議員の当落を左右する以上は議員は「グレート・コミュニケーター」としての威信を持つ大統領に敬意を払わざるを得ない。
さらに法案への拒否権の効果は実に高いので、これを実際に頻繁に行使したり、或いは行使するとの威嚇力により議会の立法を指導することもできる。ただしこれは議会多数派が一歩も引かない場合は、大統領自身も必要性を認めている法律が問題解決方針の差のために全く制定されない可能性があり、その後の非難合戦（議会と大統領での廃案責任の押し付け合い）の行方によっては大統領も深手を負う可能性もある。

### 裁判所

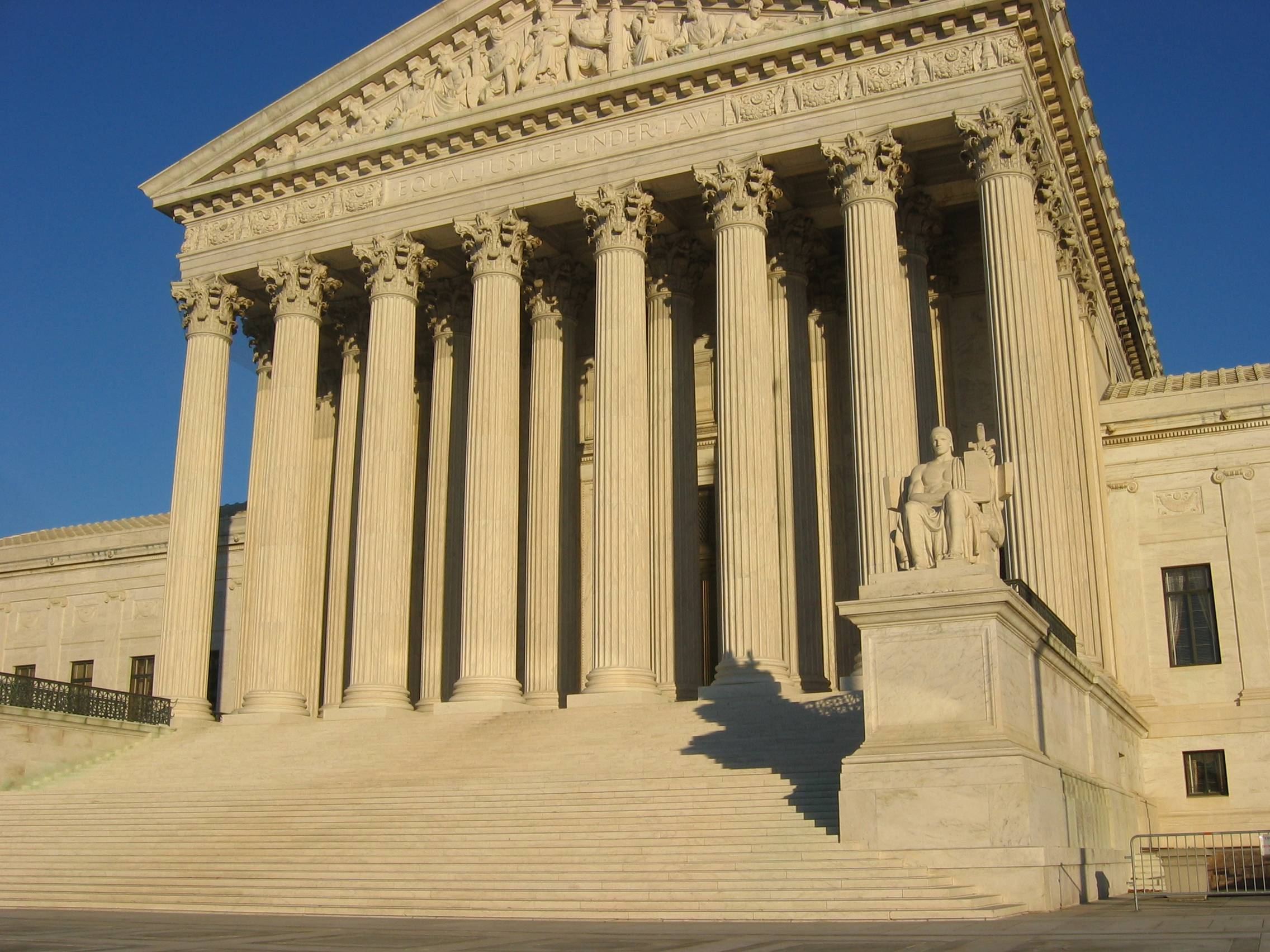
アメリカ合衆国最高裁判所

連合規約時代は連邦の常設司法部は無く、海賊裁判所や州境裁判所が随時設置されたに過ぎなかった。司法の点でも行政と同様各州に対して弱く、総じて決定を強力に執行する体制に欠けていたことが分かる。
憲法制定後は最高裁判所（連邦最高裁）が常設されるとともに、法律により下級裁判所を設置し得ることとなった。初期の控訴裁判所は最高裁判所判事が地区担当で巡回して法廷を開いていたが、現在は常設であり、地方裁判所と並んで三審制を成している。
世界で初めて議会制定法の合憲性を公権的に判断する違憲審査制をその判例により切り開いた。

## 独立機関
行政府の各省は連邦政府の主要な運営機関だが、その他にも多くの機関がアメリカの政府と経済の運営を円滑に行うために重要な役割を果たしている。これらは行政各省に属するものでは無いため、独立機関と呼ばれることが多い。
これらの機関の性質と目的は多種多様である。経済の特定の部門を監督する権限を持つ規制機関もあれば、政府や国民に特定の業務を提供する機関もある。こうした機関の大半は複雑すぎて通常の立法の手に余る事柄に対処するために連邦議会が設置したものである。一例を挙げると1970年に議会は環境保護の政府活動を調整するために環境保護庁を設立した。独立機関の中でも最も重要なものには以下の各機関が含まれる。
- 中央情報局 (CIA)
- 環境保護庁 (EPA)
- 連邦通信委員会 (FCC)
- 連邦緊急管理庁 (FEMA)
- 連邦準備制度理事会 (FRB)
- 連邦取引委員会 (FTC)
- 調達庁 (GSA)
- 航空宇宙局 (NASA)
- 国立公文書・記録管理庁 (NARA)
- 全米労働関係委員会 (NLRB)
- 国立科学財団 (NSF)
- 平和部隊
- 証券取引委員会 (SEC)
- 中小企業局 (SBA)
- 米国国際開発庁 (USAID)

## 国営企業
アメリカ合衆国の国営企業。
- アメリカ合衆国郵便公社
- ボイス・オブ・アメリカ（アメリカの声、VOA、アメリカ合衆国の国営放送）
- TVA
- Amtrak
- アラスカ永久基金公社(APFC)（英語版）（アラスカ州に本社があるアメリカの「政府系投資ファンド」）

以下は特別法に基づく政府支援機関であり本来は政府から資金を提供されていない企業であるが、救済により国有化された。
- 連邦住宅抵当公庫
- 連邦住宅金融抵当公庫

## アメリカの政治と政策と選挙の歴史
アメリカにおいて経済・産業・社会保障・福祉・保険・医療・学校教育・科学・技術・外交・軍事などの国や社会を構成する様々な要素に関する考え方・政策と政治的主張と運動をする集団としての政党は建国以後の歴史の中で様々な変遷をして、アメリカの選挙の歴史として表面的に現象してきた。アメリカが政治・軍事・産業・経済・科学・技術の分野で世界で最大の規模と力を持ち世界に多大な影響を与えるので、アメリカの政治・政策・政治的主張と運動をする集団としての政党を長期的な時系列で認識し、その歴史的変遷を知ることはアメリカと世界各国の政府・議会・国民が共存共栄していくためにどのような協力と働きかけが最適解または有効であるかを考えるための必要条件である。

## アメリカの政党
太字は二大政党。
- 民主党
- 共和党
- アメリカ緑の党
- リバタリアン党
- 立憲党
- 自然法党
- アメリカ改革党
- アメリカ共産党

## 政治的圧力団体
- 全米ライフル協会（NRA）
- アメリカ労働総同盟・産業別組合会議
- アメリカ・イスラエル公共問題委員会（AIPAC）
- アメリカ退役軍人協会
- 軍需産業
- 軍産複合体
- 全米退職者連盟